# Богословље (часопис)
Богословље је часопис Православног богословског факултета Универзитета у Београду.

## Периодичност
Први број Богословља издат је 1926. године и надаље је излазио у тромесечним свескама. Од 1940. до 1957. године настао је прекид у издавању, а од 1957. године до данас излази у континуитет два пута годишње. У периоду прекида издавања, тачније од 1950. до 1954. године, као замена за Богословље појавио се Зборник Православног богословског факултета.

## Тематика
Одмах са оснивањем Богословског факултета у Београду појавила се "идеја покретању једног научног богословског часописа". Идеју су подржали научници, академици и професори Универзитета попут : др Љубомира Стојановића, др Александра Белића, др Веселина Чајкановића, др Драгутина Анастасијевића и др, који су желели да српска интелигенција нешто више сазна о православној цркви и богословској науци.

## Главни уредници
- Димитрије Стефановић (1926—1940)
- Димитрије Димитријевић (1958, 1960)
- Благота Гардашевић (1959)
- Чедомир С. Драшковић (1958, 1961-1976)
- Прибислав Симић (1977—1996)
- Димитрије Калезић (1997, 2000)
- Радомир В. Поповић (1998, 1999, 2001-2004, 2013-2015)
- Максим Васиљевић (2005—2011)
- Богдан Лубардић (2012)